# Kapellebroek
Kapellebroek (officieel: Cappelle-Brouck) is een gemeente in de Franse Westhoek in het Franse Noorderdepartement (Frans: département du Nord). De gemeente telde op 1 januari 2022 1.157 inwoners. De gemeente ligt in Frans-Vlaanderen, in de streek het Blootland. Zij grenst aan de gemeenten Broekburg, Loberge, Merkegem, Millam, Waten, Holke en Sint-Pietersbroek. Langs de zuidgrens van Kapellebroek loopt het Kanaal van de Hoge Kolme, een deel van de Kolme.

## Geschiedenis
Kapellebroek wordt vermeld in 1241 in het cartularium van de Abdij van Waten. De plaats was al vrij vroeg in zijn geschiedenis een van de etappes in de pelgrimsroute naar Santiago de Compostella dankzij de Graaf van Vlaanderen Filips van de Elzas. In 1169 werd de kerk gebouwd die gewijd is aan Sint-Jakobus. De kerk heeft kenmerken van verschillende bouwstijlen in zijn architectuur: romaans, gotiek, ... Op de terugweg van een van zijn bedevaarten bracht Filips van de Elzas een reliek mee van Sint-Jakobus voor de kerk. In 1940, tijdens de Tweede Wereldoorlog, werd de kerk zwaar beschadigd waarna zij tijdens de jaren 1950 werd gerestaureerd.

## Geografie
De oppervlakte van Kapellebroek bedroeg op 1 januari 2022 17,55 vierkante kilometer; de bevolkingsdichtheid was toen 65,9 inwoners per km².

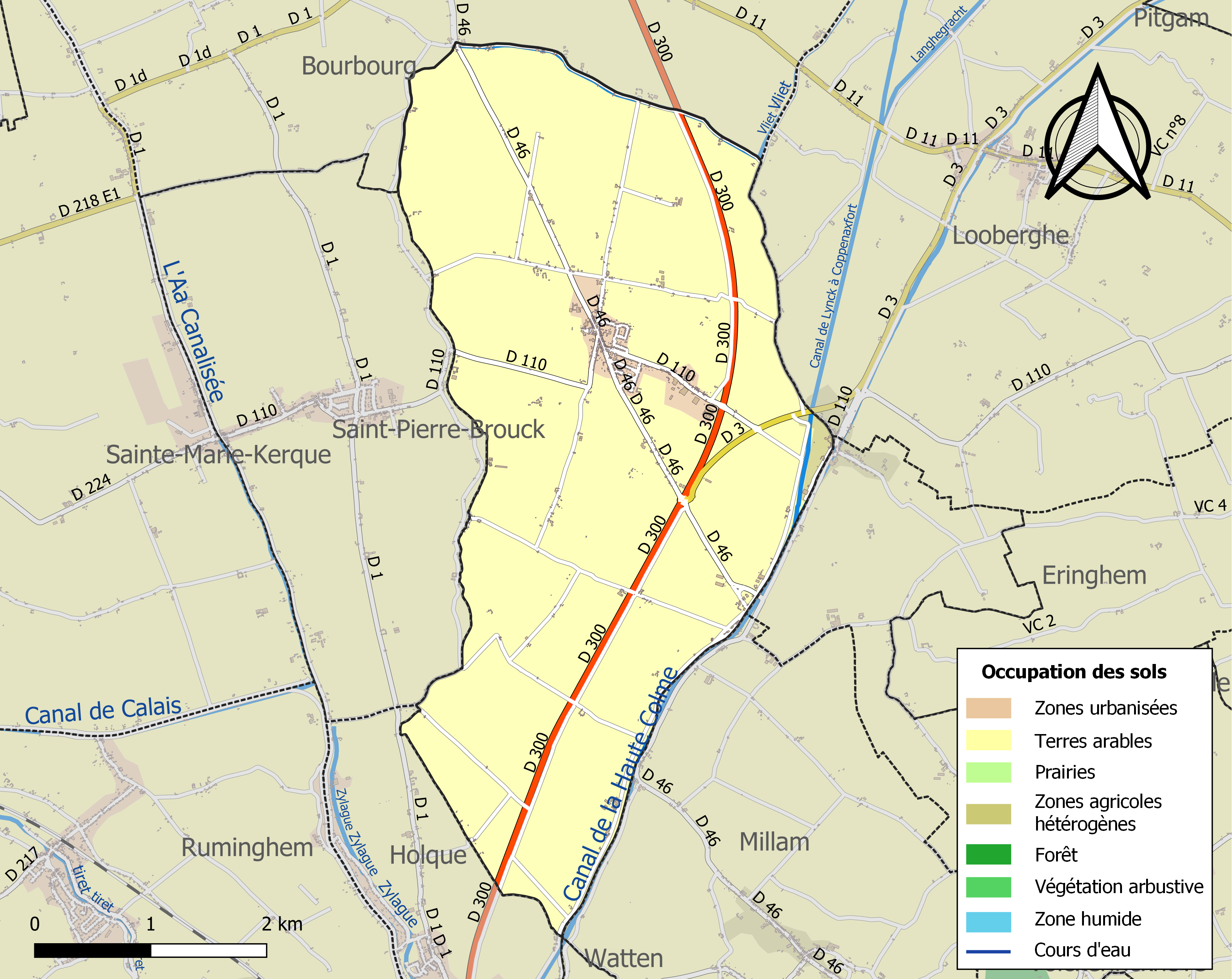
Kaart van de gemeente met belangrijkste infrastructuur, bodemgebruik en omliggende gemeenten

## Bezienswaardigheden
- De Sint-Jacobus de Meerderekerk (Église Saint-Jaques-le-Majeur)

## Natuur en landschap
Kapellebroek ligt in het Blootland op een hoogte van 0-4 meter. Voorheen was dit een moerasgebied. In het oosten ligt de Kolme (Canal de la Haute Colme).

## Demografie
Onderstaande figuur toont het verloop van het inwonertal (bron: INSEE-tellingen).

## Nabijgelegen kernen
Sint-Pietersbroek, Holke, Lynck, Broekburg
Broekburg · Broekkerke · Drinkam · Duinkerke (deels) · Kapellebroek · Kraaiwijk · Grand-Fort-Philippe · Grevelingen · Groot-Sinten · Loberge · Loon · Pitgam · Sint-Joris · Sint-Pietersbroek
Armboutskappel · Arneke · Bambeke · Bavinkhove · Belle · Berten · Bieren · Bissezele · Blaringem · Boeschepe · Boezegem · Bollezele · Borre · Bray-Dunes · Broekburg · Broekkerke · Broksele · Buisscheure · Drinkam · Duinkerke · Ebblingem · Eke · Ekelsbeke · Eringem · Gijvelde · Godewaarsvelde · La Gorgue · Grand-Fort-Philippe · Grevelingen · Groot-Sinten · Hardefoort · Haverskerke · Hazebroek · Herzele · Holke · Hondegem · Hondschote · Hooimille · Houtkerke · Kaaster · Kapelle · Kapellebroek · Kassel · Killem · Kraaiwijk · Krochte · Kwaadieper · Lederzele · Ledringem · Leffrinkhoeke · Linde · Loberge · Loon · Meregem · Merkegem · Merris · Meteren · Millam · Moerbeke · Niepkerke · Nieuw-Berkijn · Nieuw-Koudekerke · Nieuwerleet · Noordpene · Ochtezele · Okselare · Oostkappel · Oud-Berkijn · Oudezele · Pitgam · Pradeels · Rekspoede · Rubroek · Ruisscheure · Sint-Janskappel · Sint-Joris · Sint-Mariakappel · Sint-Momelijn · Sint-Pietersbroek · Sint-Silvesterkappel · Sint-Winoksbergen · Soks · Spijker · Stapel · Steenbeke · Steenvoorde · Steenwerk · Stegers · Stene · Strazele · Terdegem · Téteghem-Coudekerque-Village · Tienen · Uksem · Vleteren · Volkerinkhove · Waalskappel · Warrem · Waten · Wemaarskappel · Westkappel · Wilder · Winnezele · Wormhout · Wulverdinge · Zegerskappel · Zerkel · Zermezele · Zoeterstee · Zuidkote · Zuidpene